# John McGraw (baseball)
John McGraw (Truxton, 7 avril 1873 - New Rochelle, 25 février 1934) est un ancien joueur de la ligue majeure de baseball.